# 꼬리기름상어
꼬리기름상어 또는 뾰족코일곱줄아가미상어(Heptranchias perlo)는 신락상어과에 속하는 상어의 일종이다. 꼬리기름상어속(Heptranchias)의 유일종이다.

## 분포 지역 및 서식처
태평양 북동부를 제외하고 거의 전 세계의 난대 해역에 분포한다. 비교적 희귀한 종으로 수심 1,000m까지 심해에 서식한다. 보통은 해저 근처에서 생활하지만, 드물게 표층에 출현할 때도 있다.

## 형태
몸길이는 140cm로 평균 1m 전후이다. 체형은 가느다란 방추형으로 등쪽의 몸 색깔은 짙은 회색이나 회갈색을 띠며, 배쪽은 흰색을 띤다. 아가미구멍은 일곱줄로 현존하는 상어 중에서 가장 많다. 첫째 아가미구멍이 가장 크고 뒤쪽으로 갈수록 작아진다. 등지느러미는 하나로 몸 뒤쪽에 위치한다. 꼬리지느러미는 윗쪽이 길고 베어져 들어간 자국이 있다. 새끼 상어는 등지느러미와 꼬리지느러미 앞쪽 끝에 검은 얼룩이 있다. 눈은 크고 녹색으로 빛을 잘 반사한다. 윗턱의 앞니는 기다란 갈고리 모양으로 안쪽을 향해 있다. 아래턱의 이빨은 빗모양이 특징적이며, 6개의 교두(咬頭)를 갖추고 있다.

## 생태
두족류와 갑각류, 경골어류, 상어, 가오리류 등을 폭넓게 포식(捕食)한다. 생식 방식은 태생이다. 다만 태반은 형성하지 않고 자궁 내에서 알을 부화시킨다. 한번에 25cm정도의 새끼를 9-20마리를 낳는다. 다 자라면, 수컷 크기는 길이 75–85 cm, 암컷이 길이 90-100cm가 된다.

## 사람과의 관계
저인망이나 저연승어업을 통해 혼획되지만, 어업의 대상은 아니다. 사람에게 해를 끼치지 않지만 그물에 걸린 것을 인양 때 물릴 수도 있다. 고기에 약한 독성이 있다.